# 엄기영
엄기영(嚴基永, 1951년 9월 5일 ~ )은 대한민국의 전직 언론인 출신으로 전직 정치인, 현재 사회기관단체인이다.

## 생애
강원도 홍천군에 거주하던 어머니가 6.25 전쟁 피난 길에 충청북도 충주시에서 엄기영을 낳았으며, 강원도 인제군로 돌아와 출생신고를 하였다.
강원도 인제군에서 자라다가 강원도 강릉시 옥천초등학교에 입학해 강원도 삼척시 장성초등학교와 경상북도 울진군 삼근초등학교를 거쳐 평창초등학교를 졸업하고 춘천중학교와 춘천고등학교를 졸업했다.
서울대학교 사회학과에서 학사 학위 취득을 한 1974년 MBC에 입사했다.
기자, 앵커, 보도국 등을 역임하고 2008년부터 2010년까지 MBC의 사장을 역임했다.
2011년 3월 2일 한나라당에 입당하여 4월 20일에 강원도지사 후보로 출마하기도 하였으나 낙선하였다.
2024년 7월 15일에 방송문화진흥회 이사진에 공모했다.
만약에 그가 이사장이 된다면 최초의 MBC 뉴스데스크 앵커 출신의 방송문화진흥회 이사장이자, MBC 사장 출신의 방송문화진흥회 이사장이 된다.
그러나 방송문화진흥회 이사직에서 탈락했다.

## 경력
- 1974년 ~ 1976년 : MBC 사회부 · 경제부 · 보도특집부 기자
- 1985년 ~ 1988년 : MBC 파리특파원
- 1988년 ~ 1989년 : MBC 보도제작부 차장
- 1989년 10월 9일 ~ 1996년 11월 8일 : MBC 보도국 뉴스데스크 편집팀 앵커
- 1993년 ~ 1994년 : MBC TV 편집1부 부장 겸임[5]
- 1994년 ~ 1996년 : MBC 보도국 뉴스데스크 편집팀 부장
- 1996년 ~ 1998년 3월 : MBC 보도국 부국장 겸 정치부 부장
- 1998년 3월 ~ 1999년 2월 : MBC 보도제작국 국장
- 1998년 ~ : 새교육공동체위원회 위원
- 1999년 3월 ~ 2000년 2월 : MBC 보도국 국장
- 2000년 3월 ~ 2002년 2월: MBC 보도본부장 (이사)
- 2002년 1월 1일 ~ 2008년 2월 1일 : MBC 보도국 뉴스데스크 평일 앵커
- 2002년 2월 ~ 2007년 2월 : MBC 특임이사
- 2003년 : 한국언론인협회 부회장
- 2007년 2월 ~ 2008년 2월 1일: MBC 앵커 (부사장 대우)
- 2008년 2월 : (현) 전국재해구호협회 부회장
- 2008년 2월 29일 ~ 2010년 2월 8일 : 제27대 MBC 사장
- 2008년 3월 28일 ~ 2009년 3월 27일 : 제15대 한국방송협회 회장[6][7]
- 2011년 2월 : 한나라당
- 2011년 : 강원도지사 보궐선거 낙선
- 2012년 4월 16일 ~ 2014년 9월 15일 : 제4대 경기문화재단 대표이사
- 2019년 4월 ~ : 보다나은미래를위한 반기문재단 이사
- (사)한반도발전전략연구원 이사장
- 한국언론인연합회 고문
- 사단법인 한국언론인협회 이사

## 주요 사건
- 1977년에 MBC 보도국 사회부 기자로 서울 중부경찰서에 출입하였을 때 속초 설악산에서 열린 시산제 취재를 나가기 위해 치안본부(현 경찰청)에서 사용하던 6인승 경비행기를 타고 가다가 추락사고로 인해 조종사는 그 자리에서 즉사했고, 부조종사 또한 병원으로 옮겨진 후 사망하는 등 큰 사고가 일어났다. 뒷좌석에 탔던 사진기자와 엄기영 앵커는 다행히 구사일생으로 목숨을 건질 수 있었다.
- 2007년 7월 26일에 MBC 뉴스데스크를 진행하던 엄기영 앵커는 아프가니스탄 한국인 피랍자 관련 뉴스를 전하다가 화면이 특파원 쪽으로 채 돌아가기 전에 자신이 웃음을 짓는 걸 보았다며 항의한 시청자들에게 적절하지 못한 모습을 보여드려 죄송스럽다는 요지로 자신의 실수를 사과했다.[8][9][10]

- 2011년 4월에 엄기영의 선거 홍보원들은 강릉 경포대의 한 펜션에 전화방을 차린 뒤 홍보원들을 모집해 임차한 휴대폰 등으로 엄기영의 지지를 부탁하는 불법 선거운동을 벌여 2명이 구속되고, 29명이 불구속 입건됐다.[11] 선관위에 신고하지 않았기 때문이었다. 이들은 전화 홍보원들에게 일당 5만원의 급여를 선거가 끝난 뒤에 지급하기로 하고, 엄기영의 지지를 부탁하는 문자와 전화를 하도록 지시한 것으로 밝혀졌다.[11] 이전까지 여론조사에서 엄기영은 최문순에게 10~20% 이상 앞서고 있었기 때문에 이번 불법선거 사건은 영향이 컸다. 그러나 엄기영은 자신은 모르는 일이고 선거운동원들이 자발적으로 한 일이라고 주장했으나, 팬션과 휴대폰까지 자발적으로 마련한 것을 보면 엄기영의 말을 믿기 어렵다는 여론이 많았다.[12] 엄기영은 또한 유세를 하는 과정에서 향응을 제공한 혐의로 검찰에 고발당하기도 했다.[13]

## 강원도지사 낙선

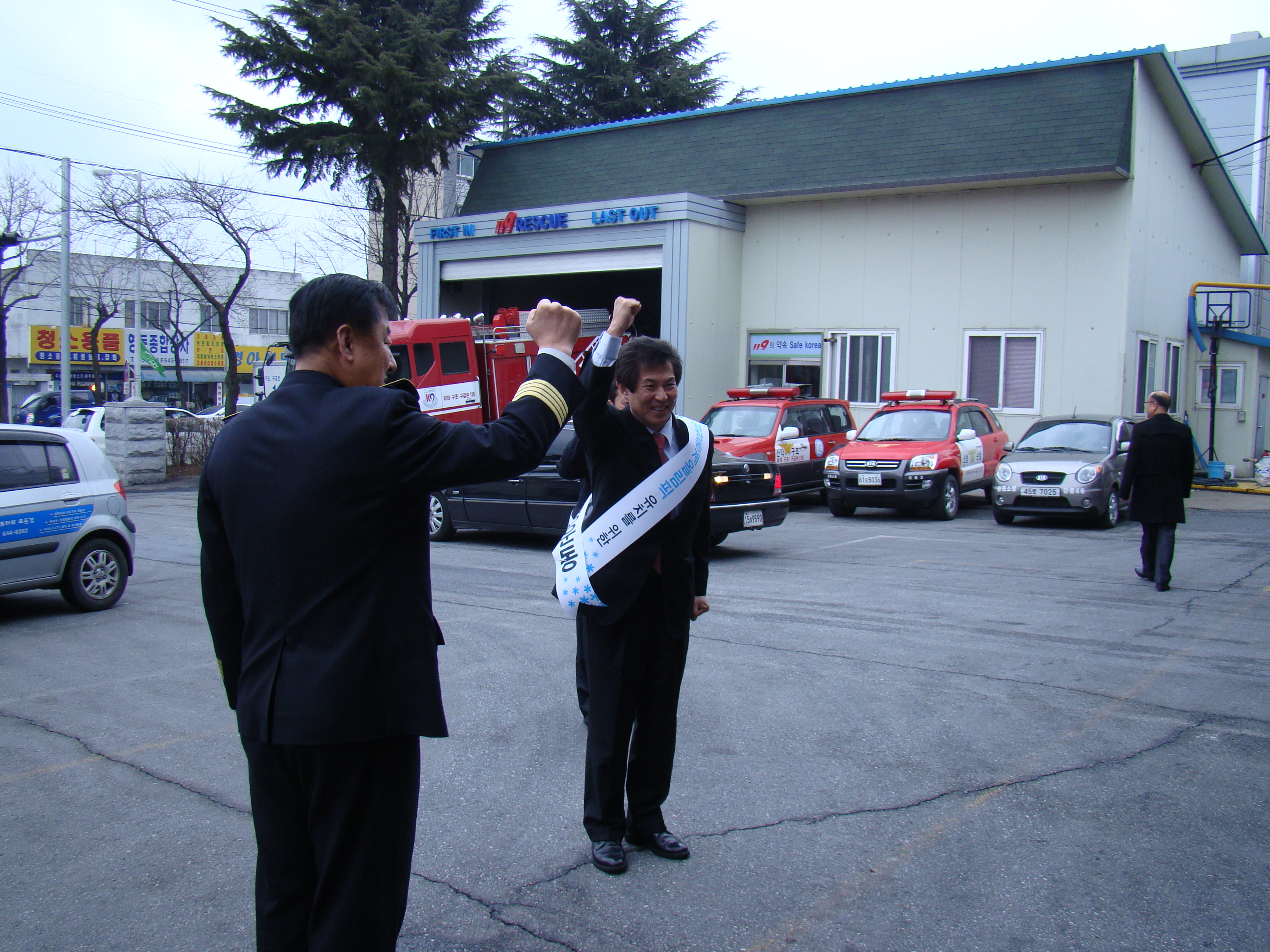
2011년 2월 9일 강원도지사 보궐선거 후보자 엄기영 강릉소방서 방문

2010년 2월 8일에 방송문화진흥회의 이사 인선에 반발하여 대표이사직을 사퇴하겠다고 밝히고 MBC 대표이사에서 물러났다. 사표를 제출한 이유로는 MBC가 추진한 '뉴MBC플랜'이 특별한 성과를 내지 못한 점에 대해 책임을 진 것으로 알려졌다. 한편 2010년 6.2지방선거에서 이광재의원이 강원도지사에 당선됨에 따라 그의 지역구였던 태백, 영월, 정선, 평창 지역구가 공석 상태가 되면서, 한나라당과 민주당은 엄 전 사장을 7.28 보궐 선거에 앞서 공천에 영입하려 하였으나, 불참의사를 밝혔다. 다만 엄기영은 7월 25일에 철원, 화천, 양구, 인제 지역구에 출마한 한나라당 한기호 후보의 양구연락사무소를 방문하여 한 후보를 격려하였다. 이어 엄기영은 강원도 정선군으로 가서 태백, 영월, 정선, 평창지역구에 출마한 한나라당 염동열 후보를 방문, 염 후보와 저녁식사를 함께하며 염 후보를 격려하여 주목을 받았다. 엄기영이 강원도지사로 출마할 것이란 이야기가 나돌던 가운데 결국 한나라당에 입당했고 강원도지사 선거에 출마했다. 조갑제는 한나라당의 엄기영 영입에 대해 "MBC는 2008년에 터무니 없는 광우병 선동으로 국민을 내몰아 3개월 동안 대한민국의 심장부를 무법천지로 만든 원흉이다. 이런 정권이라면 표가 된다면 한상렬도 영입할 것이다. 창녀의 윤리도 없다"고 비난했다. 선거운동이 한창이던 2011년 4월 엄기영의 신고되지 않은 선거운동원들이 강원도지사 재보궐선거에서 신고되지 않은 건물에서 선거활동한 것이 밝혀졌다. 이들은 엄기영 후보 지지를 부탁하는 문자메시지와 전화 운동을 한 혐의를 받고 있다. 경찰 관계자는 현재까지 드러난 위법 사실만 보더라도 공직선거법 제89조 유사선거사무소 설치 금지 조항을 분명히 위반한 것으로 선거운동원들을 기소했다. 이후 엄기영은 강원도지사 선거에서 낙선했다.

## 수상 경력
- 1996년 한국방송대상 앵커상

## 역대 선거 결과
| 실시년도 | 선거        | 대수 | 직책   | 선거구 | 정당     | 득표수    | 득표율          | 순위 | 당락 | 비고     |
| -------- | ----------- | ---- | ------ | ------ | -------- | --------- | --------------- | ---- | ---- | -------- |
| 2011년   | 4.27 재보선 | 36대 | 도지사 | 강원도 | 한나라당 | 267,538표 | \| \| 46.56% \| | 2위  | 낙선 | 민선 5기 |
|          | 46.56%      |      |        |        |          |           |                 |      |      |          |

## 소속 정당
| 소속 정당 | 소속 정당 | 소속 기간 | 비고           |
| --------- | --------- | --------- | -------------- |
|           | 한나라당  | 2011      | 정계 입문      |
|           | 무소속    | 2011~현재 | 탈당 정계 은퇴 |

## 같이 보기
- MBC
- MBC 뉴스데스크